# Six Moments musicaux de Schubert
Pour les articles homonymes, voir Moments musicaux.
Les Moments musicaux, D. 780, op. 94, de Franz Schubert sont six courtes pièces pour piano de la période créatrice tardive du musicien. Le premier éditeur de ces pièces en 1828, Sauer et Leidesdorf, les avait intitulées, dans un français approximatif, Moments musicals.

## Genèse
Leur genèse comporte beaucoup d'inconnues et leur écriture s'étale possiblement entre 1823, date de l'édition du moment musical n°3 (le plus connu du cycle) sous le titre d'Air russe, donné par l'éditeur Sauer et Leidesdorf, et 1827. Le no 6 a été également publié séparément en 1824, sous le titre d'éditeur de Plainte d'un troubadour. Elles semblent, du fait de leur différence de style, antérieures à ses impromptus.  En juillet 1828, l'intégralité des pièces est publiée.  La cohérence d'atmosphère n'est donc probablement que d'apparence. Les manuscrits autographes en ont été perdus.

## Les 6 pièces

### Moderato, enutmajeur
D'un matériau mélodique très simple, Franz Schubert fait jaillir un torrent d'inventions, tout en sachant concentrer à l'extrême les couleurs sonores. Le mouvement de menuet qui le caractérise s'aventure parfois vers des tonalités étrangères.

### Andantino, enlabémol majeur
Ce morceau évoque les douces nuits d'été. Son rythme de barcarolle s'interrompt pourtant le temps d'un épisode central qui n'est pas sans rappeler quelques airs folkloriques hongrois.

### Allegro Moderato (Air russe), enfamineur
Les basses staccato et la mélodie enrichie d'ornements sont déjà apparues sous le titre d'Air russe en 1823. La pièce connaît une large diffusion (par exemple dans les recueils Les Classiques favoris du piano) sous le surnom d'Impromptu hongrois et reste encore souvent désignée sous ce titre en France. 

### Allegretto (Plainte d'un troubadour), enlabémol majeur
Les sous-titres des pièces 3 et 6, en français d'origine, ne sont pas du compositeur (La Plainte d'un troubadour ayant été cependant éditée tout d'abord séparément sous ce titre).
L'interprétation des six pièces demande environ vingt-cinq minutes.

## Apparitions
- L'Andantino fait partie de la bande musicale du film Au revoir les enfants de Louis Malle (1987).
- L'Air russe est joué au piano par le jeune acteur principal du téléfilm d'Henri Helman Le Piano oublié, avec Jacques Perrin. On trouve également une version interprétée sur verres en cristal par les maestri Rubetti (Umberto Zuanelli et Vittorio Zarfati) dans le film de Frederico Fellini Et vogue le navire... (E la nave va..., 1983), ainsi que dans le film L’Étrange Histoire de Benjamin Button lors d'un passage montrant une leçon de danse classique.
- Le groupe « la Famille maestro » en a réalisé un arrangement en ajoutant des rythmes africanisants et des paroles sous le titre : Le Lion et la Lionne.
- La D. 780 est jouée aux moments forts du dernier épisode de la saison 2 de la série américaine créée par Martin Scorsese "Boardwalk Empire" (29e minute approximativement)

## Discographie
- Schubert : Quintette avec piano en la majeur dit « La Truite » ; Moments musicaux (n°1, 2 et 3) ; Rosamunde (Ballet n°1, Entracte n°2, Ballet n°2) - Piano, Vlado Perlemuter, contrebasse Hans Fryba, Quatuor Pascal : violon, Jacques Dumont, alto, Lean Pascal, violoncelle, Robert Salles ; Piano, Friedrich Gulda ; Orchestre des Concerts Pasdeloup, Paris, dir. Carl Bamberger (CLA-CD112, Les Génies du Classique)
- Schubert : Impromptus - Moments musicaux, Alfred Brendel, Philips (2 CD)